# Luigi Conti
Pour les articles homonymes, voir Conti.
Luigi Conti (2 mars 1929 - 5 décembre 2015) est un prélat italien de l'Église catholique qui a fait sa carrière au service diplomatique du Saint-Siège Il porte le titre d'archevêque et le rang de nonce à partir de 1975.

## Biographie
Conti est né le 2 mars 1929 à Ceprano, province de Frosinone, Italie Il est ordonné prêtre du diocèse de Veroli-Frosinone le 29 septembre 1954. Il se prépare à une carrière diplomatique à l'Académie pontificale ecclésiastique
Ses premières missions dans le service diplomatique l'amènent en Indonésie (en), au Venezuela (en), en Belgique (en) et en France. En 1971, il devient observateur permanent du Saint-Siège auprès de l'UNESCO (en) à Paris
Le 1er août 1975, le pape Paul VI le nomme nonce apostolique en Haïti, délégué apostolique aux Antilles, et archevêque titulaire de Gratiana (de). Il reçoit sa consécration épiscopale du cardinal Jean-Marie Villot le 5 octobre avec comme co-consécrateurs Bernardin Gantin et Michele Federici (it). Il défend sa résidence nouvellement construite lorsqu'elle est critiquée pour son extravagance par le cardinal Aloisio Lorscheider et d'autres prélats qui l'ont vue lors d'une conférence des évêques latino-américains à Port-au-Prince (La structure a survécu au tremblement de terre et tsunami de 2010.). Il continue comme nonce à Haïti quand Paul Fouad Tabet le remplace comme délégué aux Antilles le 9 février 1980
Le 19 novembre 1983, il est nommé pro-nonce apostolique en Irak (en) et au Koweït (en).
Le 17 janvier 1987, il est nommé nonce apostolique en Équateur (en)
Le 12 avril 1991, il est nommé nonce apostolique au Honduras (en).
Le 15 mai 1999, il est nommé nonce apostolique en Turquie (en) et au Turkménistan (en) Alors qu'il occupe ce poste, le pape Jean-Paul II fait la première référence papale au « génocide arménien »
Le 8 août 2001, il est nommé nonce apostolique à Malte et en Libye.
Il prend sa retraite le 5 juin 2003,. Il décède le 5 décembre 2015,

## Succession apostolique
Luigi Conti a ordonné les évêques suivants :
- Évêque François Colimon, S.M.M. (1978)